# Cintalapa
Cintalapa, ou plus rarement Cintalapa de Figueroa est une ville du Mexique du Chiapas, siège de la municipalité de Cintalapa (es). Elle compte 42 467 habitants.